# Ronald Eissens
Ronald Eissens (Amsterdam, 26 januari 1963 - 25 januari 2021) was directeur van het Meldpunt Discriminatie Internet (MDI) vanaf de oprichting op 21 maart 1997 tot 1 januari 2005. Hij is daarna altijd actief gebleven in stichting Magenta en in de projecten Icare en Inach.
Eissens studeerde biochemie en werd bekend als secretaris en interim-manager van Groen Amsterdam. Deze Amsterdamse politieke partij rond Roel van Duijn ging later op in de Groenen. Eissens verliet deze politieke partij in 1991.
Hij richtte samen met zijn partner Suzette Bronkhorst in 1992 de stichting Magenta op en organiseerde datzelfde jaar een "Nooit-meer-demonstratie". Deze demonstratie was een reactie op aanslagen op asielzoekers in Duitsland.
Op het internet ging Eissens de strijd aan met vermeend discriminerende Usenet-gebruikers van de Digitale Stad. Daarnaast werkte hij bij het Haarlemse website hostingbedrijf VuurWerk Internet, dat tot na de verkoop aan Versatel in 1999 het hosten van de website van het Meldpunt Discriminatie Internet verzorgde.
Vanaf 1997 is het MDI een door het ministerie van Justitie gefinancierde organisatie. Met enige regelmaat werd Eissens er van beschuldigd, zijn positie binnen het MDI te misbruiken om hem onwelgevallige meningen de mond te snoeren en het begrip discriminatie te ver op te rekken. In 2004 schreef journaliste Pamela Hemelrijk van Klokkenluideronline in samenwerking met publicist Peter Siebelt in het artikel MDI: Linkse extremisten 'controleren' internet, dat Eissens actief aan terreuracties deelneemt. Een klacht door Eissens over deze berichtgeving bij de Raad voor de Journalistiek (RvdJ) werd deels gegrond verklaard.
Publiciste Karin Spaink toonde in twee artikelen voor Netkwesties - Een vieze modderpoel - Ronald Eissens en het MDI en De eigenrichting van het MDI - aan dat het MDI niet onafhankelijk was. Vooral werd opgetreden bij verondersteld antisemitisme, niet of veel minder tegen andere vormen van discriminatie. Ook plaatste MDI regelmatig advertenties in AFA-Alert!.

## Ariel
In 1999 werd door de multinational Procter & Gamble een kort geding aangespannen tegen de stichting Magenta om de door Magenta geregistreerde domeinnaam ariel.nl op te eisen. Onder deze naam wordt door Procter & Gamble een wasmiddel op de markt gebracht. Eissens hoefde de domeinnaam niet af te staan. Toen de advocaat van Procter & Gamble overwoog een bodemprocedure in te stellen besloot Eissens om de domeinnaam alsnog op te geven, om er voor te zorgen dat de jurisprudentie in deze principekwestie overeind bleef. Nadat Eissens ariel.nl had opgegeven kwam het domein weer vrij voor registratie. Het was nog enige maanden in bezit van een parket-bedrijf in Eindhoven. In 2004 kwam de naam echter wel in handen van Procter & Gamble Nederland BV.